# Burro

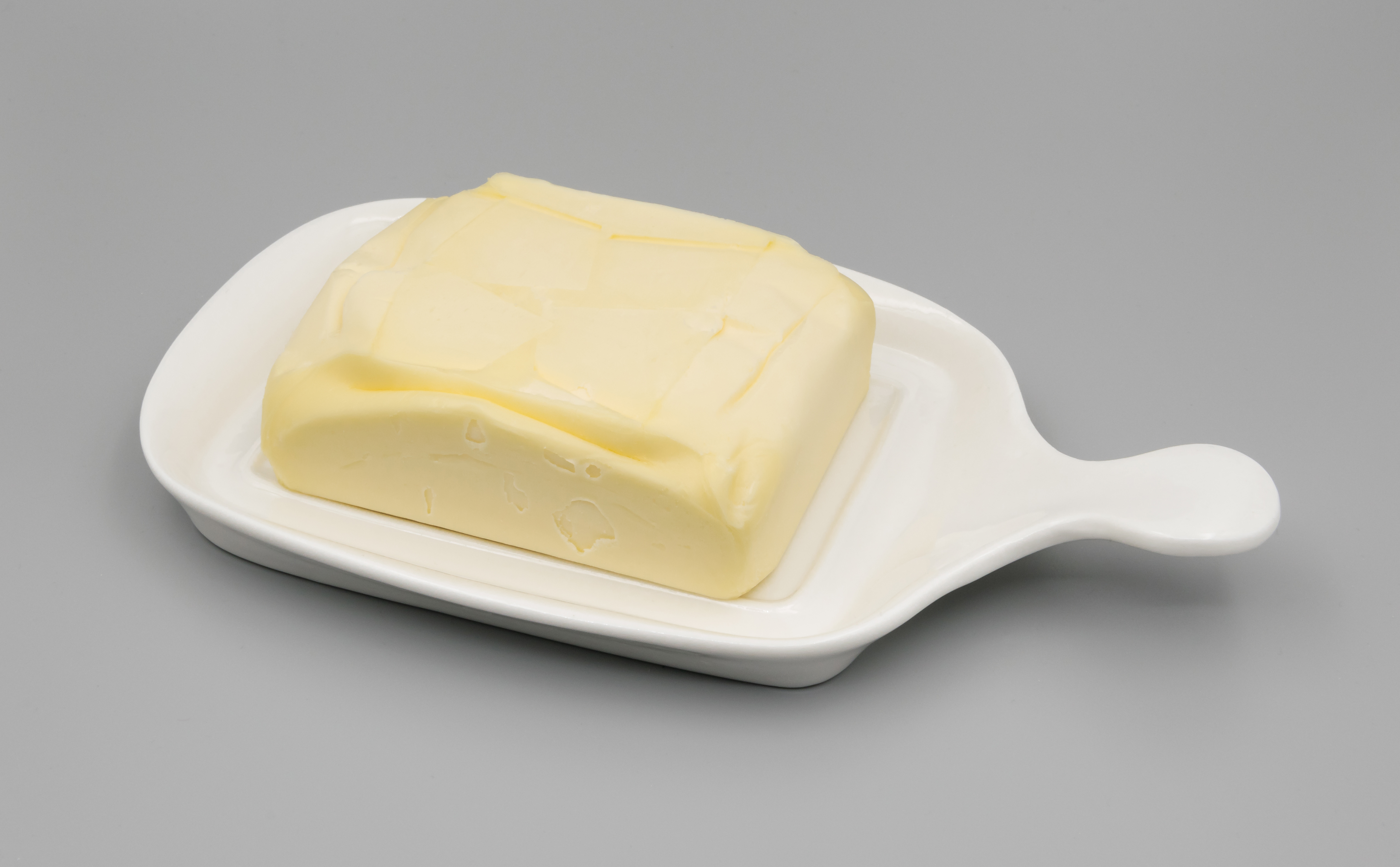
Un panetto di burro

Il burro è una sostanza alimentare ricavata dal latte di bovini e ovini (vacche, capre, renne, pecore etc.) e costituita dalle sue parti grasse, separate dal latticello tramite un processo di scrematura e burrificazione della panna. Il risultato del procedimento è un'emulsione, principalmente di acqua, in cui nei grassi risultano disciolti e in parte cristallizzati zuccheri e proteine. 
Più tecnicamente il burro è un fluido ricavato dalla parte lipidica del latte con punto di rammollimento prossimo alla temperatura ambiente (32-35 °C), di aspetto solido e consistenza morbida (nei climi temperati); grazie ad un punto di fusione compreso tra 28 e 33 °C fonde facilmente. Il colore varia da bianco latte a giallo pallido o giallo deciso.  Il prodotto naturale, ovvero ottenuto dal latte di animali ad alimentazione fresca, è bianco d'inverno e più giallo d'estate, a causa del diverso contenuto nel foraggio di carotenoidi naturali. Il colore giallo può anche essere conseguenza di alterazioni, irrancidimento, nonché dell'aumento della carica batterica se tra la mungitura e la burrificazione trascorre un periodo di tempo lungo. Può essere colorato artificialmente con carotene ed altre sostanze. Il colore bianco può invece essere riottenuto con procedimenti industriali di rifusione.
Viene adoperato come condimento e per cucinare, analogamente agli oli vegetali e allo strutto. Oltre all'uso alimentare, si utilizza come ingrediente in cosmetici, medicinali e lubrificanti.
Il processo produttivo può prevedere un'eventuale fermentazione (nella tradizione europea continentale) o salatura (nei paesi anglosassoni). 
Secondo la legge italiana (l. 202/1983) la denominazione "burro" senza ulteriori precisazioni "è riservata al prodotto ottenuto dalla crema ricavata dal latte di vacca e al prodotto ottenuto dal siero di latte di vacca" e non può contenere grassi diversi aggiunti. Oltre a quello vaccino, ne esistono altri tipi: per esempio, il burro di bufala (Bubalus bubalis), un prodotto tipico campano, o il burro di yak (Bos grunniens), ingrediente tradizionale di piatti e bevande tibetane, come la tsampa; il tè con l'aggiunta di burro di yak è la bevanda principale del paese. Idem in Bhutan, dove esiste il famoso tè al burro.
Nel linguaggio comune viene chiamato burro anche un grasso vegetale normalmente solido a temperatura ambiente (burro di cacao, burro di karité, burro di illipé).

## Tipologia produttiva e qualità
Per quanto riguarda la qualità, a livello produttivo ma non merceologico, visto il non obbligo dell'indicazione, la produzione del burro si può suddividere in:
- Burro centrifugato. Di alta qualità, prodotto direttamente dalla centrifugazione del latte appena munto e proveniente da una filiera sempre a bassa temperatura.
- Burro di affioramento o burro di caseificio. Di minore qualità, ottenuto generalmente come sottoprodotto della produzione casearia, in cui l'affioramento spontaneo a temperatura ambiente genera una certa carica microbica che obbliga ad ulteriori trattamenti industriali.
- Burro grezzo, prodotto intermedio stoccato in attesa di rifusione e pastorizzazione. Denominato anche "zangolato di creme fresche"[2] per la burrificazione, prodotto da affioramento da inviare a ulteriori processi.
- Burro di siero, ottenuto non direttamente dal latte, ma come sottoprodotto da grassi residui presenti nel siero di origine casearia, di qualità ulteriormente inferiore.

Diverse disposizioni di legge che si sono succedute nel tempo permettono di produrre in Italia, in modo normato, la miscela dei diversi tipi.
Il burro italiano è generalmente di bassa qualità, poiché le tecniche di lavorazione del latte sono orientate principalmente alla produzione di formaggi di qualità (come il Parmigiano-Reggiano), così il burro viene ottenuto prevalentemente per affioramento e ad alte temperature invece che per centrifuga e a basse temperature, spesso utilizzando anche il siero.
Diversamente da quanto avviene in Italia, dove il burro salato è poco diffuso, negli Stati Uniti e nel nord Europa il burro in commercio può essere normale o salato. Negli Stati Uniti può inoltre contenere conservanti.
Dopo essere stato demonizzato negli ultimi decenni del XX secolo, specialmente nell'Europa Meridionale, il burro sta lentamente riacquistando popolarità, e gli specialisti ne consigliano un consumo non eccessivo ma nemmeno troppo ridotto, alternandolo all'olio extravergine d'oliva.Il burro è infatti meno calorico degli oli, non è idrogenato o ottenuto chimicamente come molte margarine, ed è ricco di fondamentali nutrienti come calcio, proteine del latte e vitamina A. È sconsigliato, se non in quantità minime, nei casi di ipercolesterolemia.
| I maggiori produttori di burro nel 2018 | I maggiori produttori di burro nel 2018 |
| Paese                                   | Produzione (tonnellate)                 |
| --------------------------------------- | --------------------------------------- |
| Stati Uniti                             | 892.801                                 |
| Nuova Zelanda                           | 502.000                                 |
| Germania                                | 484.047                                 |
| Francia                                 | 352.400                                 |
| Russia                                  | 257.883                                 |
| Irlanda                                 | 237.800                                 |
| Turchia                                 | 215.431                                 |
| Iran                                    | 183.125                                 |
| Polonia                                 | 177.260                                 |
| Messico                                 | 153.674                                 |
| Regno Unito                             | 152.000                                 |
| Canada                                  | 116.144                                 |
| Bielorussia                             | 115.199                                 |
| Brasile                                 | 109.100                                 |

## Composizione e caratteristiche nutrizionali
La composizione tipica di un prodotto commerciale definita dal Codex Alimentarius è:
- grasso: minimo 80% con fosfolipidi (0,35%) steroli (0,21%) acidi grassi liberi(0,12%)[10]
- acqua: max 16%
- Solidi non lipidi: max 2% di cui lattosio (0,5-1,0%), proteine (0,4-0,8%), sali (0,1-0,2%)

Nei grassi presenti nel burro predominano acidi grassi volatili, solubili o insolubili in acqua, fatto che differenzia il burro dagli analoghi prodotti alimentari per digeribilità (più digeribile a crudo e meno a caldo per il basso punto di fumo, 150 °C contro i 238 °C dell'olio di semi di soia) e per le vie metaboliche che ne caratterizzano la digestione. 
Il pur relativamente alto grado di saturazione dei grassi presenti, ma su catene molecolari più brevi (elevato tenore di C3-C10) ne fa un alimento differente dagli altri grassi ricchi di saturi di derivazione animale (lardo, strutto, grassi carnei) o vegetale (oli di cocco, palma e palmisti, margarine). Gli acidi grassi a corta e media catena, più solubili in acqua, si assorbono infatti a livello intestinale per proseguire nel fegato il processo metabolico, senza passare dalla fase di chilomicroni e dalle vie linfatiche dei grassi più pesanti.
| Distribuzione tipica degli acidi grassi del latte/burro secondo le “Norme dei Grassi e dei Derivati”, della Commissione Tecnica della Stazione Sperimentale delle Industrie degli Oli e dei Grassi | Distribuzione tipica degli acidi grassi del latte/burro secondo le “Norme dei Grassi e dei Derivati”, della Commissione Tecnica della Stazione Sperimentale delle Industrie degli Oli e dei Grassi | Distribuzione tipica degli acidi grassi del latte/burro secondo le “Norme dei Grassi e dei Derivati”, della Commissione Tecnica della Stazione Sperimentale delle Industrie degli Oli e dei Grassi |
| acido grasso | notazione breve | % |
| --- | --- | --- |
| acido butirrico | 4:0 | 3,0 – 3,5 |
| acido capronico | 6:0 | 1,6 – 3,0 |
| acido caprilico | 8:0 | 1,1 – 1,8 |
| acido caprico | 10:0 | 1,8 – 3,7 |
| acido caproleico | 10:1 | 0,2 – 0,4 |
| acido laurico | 12:0 | 2,3 – 3,9 |
| acido miristico | 14:0 | 8,0 – 12,0 |
| acido miristoleico | 14:1 | 0,2 – 1,2 |
| acido pentadecanoico ramiﬁcato | 15 iso | 0,2 – 0,4 |
| acido pentadecanoico ramiﬁcato | 15 anteiso | 0,3 – 0,7 |
| acido pentadecanoico | 15:0 | 0,2 – 1,3 |
| acido esadecanoico ramiﬁcato | 16 iso | 0,1 – 0,4 |
| acido palmitico | 16:0 | 25,0 – 33,0 |
| acido palmitoleico | 16:1 | 1,0 – 2,0 |
| acido eptadecanoico ramiﬁcato | 17 iso | 0,2 – 0,4 |
| acido eptadecanoico ramiﬁcato | 17 anteiso | 0,2 – 0,6 |
| acido eptadecanoico | 17:0 | 0,3 – 0,7 |
| acido eptadecenoico | 17:1 | 0,1 – 0,3 |
| acido stearico | 18:0 | 9,0 – 13,0 |
| acido oleico | 18:1 | 19,0 – 29,0 |
| acido linoleico | 18:2 | 1,0 – 3,5 |
| acido linolenico | 18:3 | 0,2 – 1,3 |
| acido rumenico | 18:2 coniugato | 0,3 – 1,5 |
| acido arachico | 20:0 | 0,1 – 0,3 25 |
| acido gadoleico | 20:1 | 0,1 – 0,3 |
| 1. | | |

Sono presenti isomeri trans e coniugati, in particolare l'acido rumenico (dal 75% al 90% di tutti gli acidi coniugati) e l'acido vaccenico (dal 80% al 90% di tutti gli acidi trans).
La distribuzione di acidi grassi del burro è sostanzialmente analoga a quella del latte vaccino da cui viene ricavato e può variare per l'animale, la stagionalità e l'alimentazione. Per fini salutistici oltre che per realizzare burri più spalmabili è possibile aumentare il tenore di acidi omega3 e coniugati integrando l'alimentazione animale con semi di lino e semi di soia.
È un alimento ricco di vitamina A e di sali minerali e, come tutti i grassi animali, ha un elevato contenuto di colesterolo. Per legge il burro deve avere una percentuale di grassi superiore all'80% (eccetto il burro a ridotto tenore di grassi che ha il 60-62% di grassi e il burro a basso tenore di grassi con il 39-41% di grassi) e acqua non superiore al 16%.
Il motivo per cui, quando viene sciolto in padella a calore sostenuto, il burro ordinario sfrigola, è da ricercarsi proprio nella percentuale di acqua contenuta (l'effetto è dovuto alle diverse caratteristiche del punto di ebollizione e peso specifico dell'acqua e del grasso).

## La burrificazione
La burrificazione è il processo di produzione del burro, in cui 100 litri di latte vengono trasformati in 4-5 chili di prodotto finito. Si diversifica a seconda del tipo di burro. In Italia è principalmente da affioramento, mentre in altri paesi d'Europa prevale quello da centrifugazione, di qualità migliore.

### Estrazione della crema di latte
La materia prima con cui viene preparato il burro è la panna, o crema di latte nella terminologia specialistica, nient'altro che un'emulsione di grassi in acqua che, secondo il regolamento CEE 2991/94, deve avere un tenore minimo di grassi lattieri del 10 %. Si ottiene tramite diversi processi industriali come centrifugazione e affioramento.

#### Da centrifugazione - crema dolce
Uno dei migliori metodi consiste nella centrifugazione del latte a una velocità di 6500-7000 giri al minuto. Durante questa fase i globuli di grasso si portano verso l'asse di rotazione in virtù della loro minor densità. Tale processo viene condotto a una temperatura di 32-55 °C, che facilita la separazione del grasso.
Attualmente esistono macchinari appositi (scrematrici) che possono lavorare a ciclo continuo e che permettono di raggiungere una resa del 35-40 %. La crema di latte ottenuta mediante questa lavorazione rapida è detta "dolce" in quanto non è ancora iniziato alcun processo fermentativo.

#### Da affioramento - crema acida
La crema che si raccoglie invece in vasche in cui il latte viene fatto riposare a una temperatura di 15 °C per circa 20 ore, è detta "acida", in quanto tale stazionamento favorisce lo sviluppo di batteri e miceti e la produzione conseguente di metaboliti. Necessita di ulteriori processi, neutralizzazione dell'acidità e pastorizzazione.

#### Da siero di latte
Un'ultima modalità di raccolta dei grassi, non più definiti come crema di latte, è quella dal siero di caseificio.
Ovviamente la composizione della crema varierà a seconda della sua provenienza ed estrazione.

### Processo di burrificazione

#### Crema di latte proveniente da affioramento
Una volta estratta la crema di latte, il metodo industriale di burrificazione consta di alcuni passi: 
1. Rigenerazione a 80 °C della crema in ambiente alcalino al fine di abbatterne l'acidità data dai processi fermentativi.
2. Pastorizzazione della crema a 90-95 °C per 30 secondi allo scopo di stabilizzare il prodotto e liquefare maggiormente la materia grassa, favorendo la successiva cristallizzazione.
3. Cristallizzazione, in cui la crema viene raffreddata rapidamente fino a 6-7 °C.
4. Addizione delle colture: vengono inoculate colture di batteri che conferiscono l'aroma.
5. Maturazione, la fase in cui la crema viene lasciata a riposo per 12-15 ore a 15-20 °C. Serve ad ottenere un pH di 4.7-5.1, grazie alla proliferazione batterica.
6. Zangolatura: la crema si mette in recipienti detti zangole, dove viene sbattuta energicamente per 40-50 minuti alla temperatura di 12 °C affinché il grasso formi agglomerati delle dimensioni di un chicco di mais circa, separandosi dal liquido che lo conteneva (il latticello).
7. Lavaggio con abbondante acqua potabile, che separa il burro dal latticello.
8. Impasto, modellatura, confezione. La massa di burro, che ha una consistenza granulosa, viene impastata e resa omogenea, dopodiché modellata, tagliata e impacchettata.

Per il burro industriale si usa il "metodo Fritz" che usa un'unica macchina che compie da sola tutte le operazioni descritte.

#### Crema di latte proveniente da centrifugazione
Secondo la normativa europea, la produzione del burro da centrifugazione deve seguire un percorso senza interruzioni della catena del freddo (massimo 6 °C) fino a questa fase, per impedire fermentazioni indesiderate. I processi successivi sono semplificati dall'assenza di una carica batterica rilevante, il che rende il prodotto di partenza per la burrificazione meno acido. L'aroma finale viene conferito da proliferazioni controllate di ceppi batterici dei generi Lactococcus e Leuconostoc, che trasformano i glucidi in acido lattico ed altri composti profumati.

#### Crema di latte proveniente da siero
Con la burrificazione della panna da siero, residuo finale della produzione casearia, si ottiene il cosiddetto "burro da siero", merceologicamente diverso dai precedenti due, definiti "burro da latte". Oltre alla produzione diretta del burro di questo tipo, dal 1983 la legge italiana permette di miscelarlo con gli altri tipi (legge 202/83 a modifica della legge 23 dicembre 1956 n. 1526).

## Tipi di burro
- Burro ordinario
- Burro salato
- Burro anidro che si ottiene da creme con almeno il 99,8% di grassi ed un massimo di 0,1% di acqua. Inoltre deve avere gli acidi grassi liberi sotto allo 0,3% di e valore di perossidi inferiore a 0,3[13].
- Burro chiarificato o ghi (ghee) che ha più del 99,6% di grassi, gli acidi grassi liberi sotto allo 0,4% di e valore di perossidi inferiore a 0,6[13].
- Butteroil, chiamato anche "olio di burro" o "burro anidro liquido", è simile al burro anidro; ha la temperatura di fusione di appena 17°. Contiene più del 99,6% di grassi, di cui gli acidi grassi liberi sotto allo 0,4% di e valore di perossidi inferiore a 0,6[13].

Tutti i tipi di burro a ridotto tenore di acqua comportano anche un ridotto tenore di solidi non grassi, in particolare proteine, ma non c'è uno standard che ne definisca una soglia. 
I burri a basso tenore di acqua trovano impiego principalmente nell'industria alimentare e dolciaria. Grazie al frazionamento possono essere forniti burri concentrati con punto di fusione da 5° (quindi liquidi a temperatura ambiente) a 45°. 
La principale differenza tra il ghee ed il butteroil sta nel leggero aroma caramellato del ghee dovuto al processo di bollitura molto prolungato ed alle reazioni di Maillard, specialmente tra caseina e lattosio. Aroma analogo possiede il cosiddetto beurre noisette francese
In alcuni casi il produttore specifica sulla confezione se il burro è ottenuto dalla centrifugazione del latte o da affioramento della panna. Un colore giallo molto intenso potrebbe indicare il secondo metodo di lavorazione.
Le varianti del burro ordinario si producono anche in Italia, dal burro a ridotto tenore di grassi o di colesterolo a quello da allevamenti biologici, a burri composti, arricchiti con erbe aromatiche.

## Conservazione e cucina

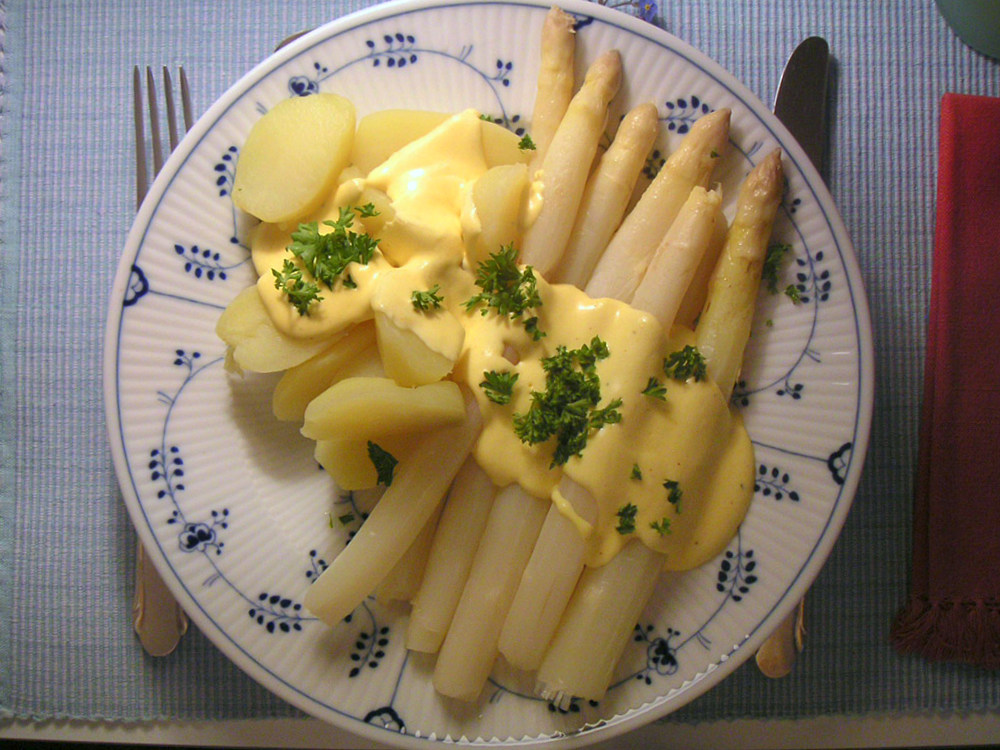
Salsa olandese su asparagi bianchi e patate

Il burro inizia ad ammorbidirsi in genere attorno ai 15°, molto al di sopra delle temperature di frigoriferi domestici. Il "cassetto del burro" che si può trovare in un frigo può essere una delle sue parti più calde, ma lascia comunque il burro piuttosto duro. Mantenerlo incartato stretto ritarda l'irrancidimento, causato dall'esposizione alla luce o all'aria, ed evita che il burro assuma altri odori. Il burro ben chiuso si conserva in un normale frigorifero per diversi mesi.
Una volta che il burro si è ammorbidito, si possono aggiungere spezie o erbe (per esempio aglio, rosmarino, basilico), o acciughe sotto sale, creando ciò che viene chiamato burro composto, da usare come crema da spalmare o come salsa su un piatto caldo. Zuccherato, può anche essere servito come dessert.
Il burro sciolto ha un importante ruolo nella preparazione di salse, soprattutto nella cucina francese. Ad esempio, il "burro nero" (beurre noir in francese) è una salsa che si ottiene sciogliendo il burro e cuocendolo a fuoco lento fino a che non assuma una colorazione nocciola. Appena cambia colore, si aggiunge dell'acido, in genere succo di limone o aceto. Alcune ricette prevedono l'uso di prezzemolo, che però va tolto prima dell'aggiunta dell'acido. Di solito si serve con uova ("œuf au beurre noir") o pesce.
La salsa olandese e la salsa bernese sono emulsioni di tuorlo d'uovo e burro sciolto, in sostanza una maionese preparata con il burro invece dell'olio. Il "beurre blanc" (burro bianco) si produce sbattendo con una frusta il burro con aceto o vino ridotto, che formano un'emulsione dalla consistenza di una crema spessa. 
Il burro si usa anche per saltare o per friggere, ma si scurisce e brucia attorno ai 150 °C, una temperatura piuttosto bassa per la maggior parte delle ricette. In genere a questo scopo viene adoperato il burro chiarificato, che ha un punto di fumo più elevato (200°).
Il burro ha una grande importanza in pasticceria, dove è usato analogamente ad altri grassi solidi (come lo strutto), mantenendo una posizione privilegiata in virtù del suo sapore, particolarmente adatto alla preparazione di dolci. Talvolta per alcuni prodotti dolciari si utilizza un burro particolare, prodotto per winterizzazione, che ha un punto di fusione più alto.

## Altri utilizzi
Il burro ha anche altri impieghi, non legati alla cucina. Nei Paesi Bassi il burro rancido era utilizzato come lubrificante degli ingranaggi dei mulini a vento, mentre nell'area himalayana alimenta tuttora le lampade a burro, accese nei monasteri con finalità sia religiose che pratiche. In territori come gli Stati Uniti e il Tibet con il burro si realizzano sculture destinate ad avere vita breve.

## Normativa europea
La normativa europea dustingue diversi tipi di burro in funzione della qualità e produzione.
Burro: prodotto avente un tenore di materie grasse del latte uguale o superiore all'80 % ma inferiore al 90 %, un tenore massimo di acqua del 16 % ed un massimo del 2 % di materie secche e non grasse del latte. Comprende anche il burro contenente minime quantità di erbe, spezie, aromi, ecc. a condizione che il prodotto conservi il carattere di burro.
Burro tradizionale: prodotto ottenuto direttamente ed esclusivamente dalla crema pastorizzata, avente un tenore di materie grasse del latte uguale o superiore all'80 % ma inferiore al 90 %, un tenore massimo di acqua del 16 % ed un massimo del 2 % di materie secche e non grasse del latte.
Burro ricombinato: prodotto ottenuto a partire dal burro anidro (butteroil), dal residuo secco non grasso e dall'acqua, avente un tenore di materie grasse del latte uguale o superiore all'80 % ma inferiore al 90 %, un tenore massimo di acqua del 16 % ed un massimo del 2 % di materie secche e non grasse del latte.
Burro di siero di latte: prodotto ottenuto dalla crema del siero di latte o da una miscela di crema di siero di latte e di crema, avente un tenore, in peso, di materie grasse del latte uguale o superiore all'80 % ma inferiore al 90 %, un tenore massimo di acqua del 16 % ed un massimo del 2 % di materie secche e non grasse del latte.
Burro fuso: ha un tenore, in peso, di materie grasse del latte superiore all'85 %. Con questa denominazione, oltre al burro fuso propriamente detto, si indica una serie di altri tipi similari di burro disidratato, designati comunemente con denominazioni varie, quali "burro disidratato", "burro anidro", "butteroil", "grasso butirrico" (materia grassa del latte), "burro concentrato".
Burro anidro (butteroil): prodotto ottenuto dal latte, dalla crema o dal burro con un processo di estrazione dell'acqua e del residuo secco non grasso, avente un tenore minimo di materie grasse del latte pari al 99,3 % del peso totale e un tenore massimo in acqua pari allo 0,5 % del peso totale. Comprende anche il "ghee".
Mentre in molti paesi, soprattutto nord-europei, le norme nazionali o il costume fanno sì che venga commercializzato come burro solo quello di qualità prodotto per centrifugazione della crema, in Italia è facile trovare sul mercato burro di qualità inferiore. La comunicazione al consumatore della qualità del burro, ad esempio con la dizione "burro tradizionale", in Italia è volontaria e possibile solo previa autorizzazione a seguito di verifiche.